# Pantoporia siamensis
Pantoporia siamensis är en fjärilsart som beskrevs av Hans Fruhstorfer 1906. Pantoporia siamensis ingår i släktet Pantoporia och familjen praktfjärilar. Inga underarter finns listade i Catalogue of Life.